# ملعب مونتيليفي
ملعب مونتيليفي هو ملعب متعدد الاستخدامات في غيرونا، كاتالونيا، بإسبانيا. وهو يستخدم حالياً في معظم الأحيان في مباريات كرة القدم، وهو الملعب البيتي لنادي غيرونا. ويستوعب الملعب 13,500 شخصاً.
بعد صعوده الأول إلى الليغا، قام غيرونا بتوسيع الملعب مؤقتاً لاستضافة 13,500 من المتفرجين.